# Aquaculture Stewardship Council
Pour les articles homonymes, voir ASC.
L'Aquaculture Stewardship Council, ou ASC, est une organisation indépendante à but non lucratif qui établit un protocole sur les produits de la mer d'élevage tout en assurant une aquaculture durable. L'ASC fournit aux producteurs aquacoles durables et responsables un système de certification et d'étiquetage rigoureux garantissant aux consommateurs que les produits de la mer qu'ils achètent sont durables pour l'environnement et socialement responsables.
L'Aquaculture Stewardship Council est fondé en 2010 par le Fonds mondial pour la nature (WWF) et le Dutch Sustainable Trade Initiative (IDH). Selon le site internet, la vision de l'ASC est « un monde où l'aquaculture joue un rôle majeur dans la fourniture de nourriture et de bénéfices sociaux pour l'humanité tout en minimisant les impacts négatifs sur l'environnement ». Leur mission est « de transformer l'aquaculture en durabilité environnementale et en responsabilité sociale en utilisant des mécanismes de marché efficaces qui créent de la valeur à travers la chaîne ». L'ASC est « le seul système de certification aquacole à être reconnu en tant que membre à part entière du Code de bonne pratique de l'Alliance ISEAL pour l'établissement de normes sociales et environnementales, qui exige des normes normatives inclusives et transparentes ».